# Sebestyén Dávid
Sebestyén Dávid (Kocs, 1845. január 17. (keresztelés) – Pápa, 1920. január 12.) középiskolai tanár, a pápai tanonciskola második igazgatója.

## Életrajza
Sebestyén Dávid 1845-ben született a Komárom vármegyei Kocson Sebestyén Mihály és László Julianna fiaként. Tanári pályáját 1877-ben Bonyhádon kezdte, majd 1883-1885 között a pápai Református Főgimnáziumban tanított, 1885-től 1895-ig pedig a pápai tanonciskola igazgatója lett. Az iparostanonc-oktatást szívügyének tekintette, óraadó tanárait, tantestületének tagjait is a legjobb középiskolai nevelőkből válogatta össze. Neje Geszner Franciska volt.
Cikkei 1876-ban az Életképekben: A legszeretettebb atya és a legszeretettebb anya, Petőfi Sándor szüleinek sirjáról, annak leírása. (A sír felkeresésével a költő testvére Petőfi István bízta meg) és 1884-ben a pápai református gimnázium értesítőjében: A positiv és negativ mennyiségek címen.

## Fontosabb munkái
- Tarczy Lajos életrajza (Kollégiumi Értesítő, 1908. 131)